# Distretto di Çumra
Il distretto di Çumra (in turco Çumra ilçesi) è uno dei distretti della provincia di Konya, in Turchia.